# دوپار آبی

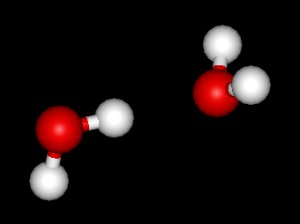
مدل گوی-و-میله دوپارآبی خطی

دوپار آبی (به انگلیسی: water dimer) از دو مولکول آب تشکیل شده‌است که با پیوند هیدروژنی به‌هم متصل هستند. این کوچک‌ترین خوشه آب است. از آنجا که ساده‌ترین سامانه مدلی برای مطالعه پیوند هیدروژنی در آب است، هدف بسیاری از مطالعات نظری (و بعداً تجربی) بوده‌است که به آن «موش آزمایشگاهی نظری» گفته می‌شود.
انرژی پیوندزنی اولیه بین دو مولکول آب ۵–۶ کیلوکالری در مول تخمین زده می‌شود، اگرچه مقادیر بین ۳ تا ۸ بسته به روش به دست آمده‌است. انرژی تفکیک اندازه‌گیری‌شده به‌طور تجربی (شامل اثرات کوانتومی هسته‌ای) 2(H2O) و 2(D2O) 0.03 ± 3.16 kcal/mol (۱۳٫۲۲ ± 0.12 kJ/mol) و ۳٫۵۶ ± 0.03 kcal/mol است. (۱۴٫۸۸ ± 0.12 kJ/mol), به ترتیب. مقادیر مطابقت عالی با محاسبات دارند. فاصله O-O حالت-پایه ارتعاشی به‌طور تجربی در حدود Å ۲٫۹۸ اندازه‌گیری می‌شود؛ پیوند هیدروژنی تقریباً خطی است، اما زاویه با صفحه مولکول گیرنده حدود ۵۷ درجه است. حالت-پایه ارتعاشی به عنوان دوپار آبی خطی شناخته می‌شود (در شکل سمت راست نشان داده شده‌است) که یک قسمت بالا کشیده‌است (یعنی از نظر ثابت‌های دورانی، A > B ≈ C). دیگر پیکربندی‌های موردعلاقه شامل دوپار حلقوی و دوپار دوشاخه است.